# 1512
- Wikisource

| Calendário gregoriano                                                        | 1512 MDXII                                           |
| Ab urbe condita                                                              | 2265                                                 |
| Calendário arménio                                                           | 961 – 962                                            |
| Calendário bahá'í                                                            | -332 – -331                                          |
| Calendário budista                                                           | 2056                                                 |
| Calendário chinês                                                            | 4208 – 4209 Início a 18 de janeiro (aproximadamente) |
| Calendário copta                                                             | 1228 – 1229                                          |
| Calendário etíope                                                            | 1504 – 1505                                          |
| Calendários hindus - Vikram Samvat - Calendário nacional indiano - Cáli Iuga | 1567 – 1568 1433 – 1434 4612 – 4613                  |
| Calendário Holoceno                                                          | 11512                                                |
| Calendário islâmico                                                          | 918 – 919                                            |
| Calendário judaico                                                           | 5272 – 5273                                          |
| Calendário persa                                                             | 890 – 891                                            |
| Calendário rúnico                                                            | 1762                                                 |
| Calendário solar tailandês                                                   | 2055                                                 |

1512 (MDXII, na numeração romana) foi um ano bissexto do século XVI do Calendário Juliano, da Era de Cristo, e as suas letras dominicais foram D e C (53 semanas), teve  início a uma quinta-feira e terminou a uma sexta-feira.
| Ano completo                           |
| -------------------------------------- |
| Ano bissexto com início à quinta-feira |

## Eventos
- 10 de Maio - Inicia-se o quinto concílio de Latrão. Latrão V foi o décimo oitavo concílio ecumênico da Igreja católica, tendo-se encerrado em 16 de Março de 1517.
- 25 de julho - Pamplona (Espanha) é invadida por tropas castelhanas durante a Conquista de Navarra.
- 1 de Novembro - Teto da Capela Sistina, pintado por Michelangelo Buonarroti, é exibido ao público pela primeira vez.
- António de Abreu chega à ilha de Timor e às Ilhas Banda, Ambão e Seram.
- Instituição do morgadio de Água de Pena, arquipélago da Madeira.
- Construção da Ermida de São Brás na freguesia do Porto Formoso, ilha de São Miguel, Açores.
- O monarca português D. Manuel I atribui Foral a Serpa.
- 1 de Julho - O monarca português D. Manuel I atribui a nova carta de Foral a Monforte
- Abertura do Arco da Porta Nova, na cidade portuguesa de Braga.

## Nascimentos
- 17 de janeiro - Sibila de Cleves, Eleitora consorte da Saxônia, irmã de Ana de Cleves, consorte de Henrique VIII de Inglaterra (m. 1554).
- 31 de Janeiro - Cardeal-Rei Henrique I de Portugal (m. 1580)
- 27 de Março - Leonor de Castro Melo e Menezes, nobre portuguesa. (m. 1546)
- 10 de Abril - Jaime V, Rei da Escócia (m. 1542)
- 2 de Setembro - Simão Gonçalves da Câmara.
- Jeronimo Zurita y Castro, historiador espanhol (m. 1580)

## Mortes
- 2 de Janeiro - Svante Nilsson, regente sueco (n. 1460)
- 22 de Fevereiro - Américo Vespúcio, mercador, navegador, cartógrafo genovês (n. 1454)
- 26 de Maio - Bajazeto II, sultão otomano (n. 1447)
- 12 de Agosto - Alessandro Achillini, filósofo italiano (n. 1463)

## Por tema
- 1512 no Brasil